# Женская сборная Индонезии по волейболу
Женская национальная сборная Индонезии по волейболу (индон. Tim voli nasional perempuan Indonesia) — представляет Индонезию на международных волейбольных соревнованиях. Управляющей организацией выступает Национальная федерация волейбола Индонезии (индон. Persatuan Bola Voli Seluruh Indonesia).

## История
Национальная федерация волейбола Индонезии была образована в 1955 году. С 1959 — член ФИВБ.
В 1962 году в столице Индонезии Джакарте проходили IV Азиатские игры, в программу которых был впервые включён женский волейбол. К этому турниру была сформирована и женская волейбольная сборная Индонезии, ставшая бронзовым призёром соревнований. В итоговой таблице её опередили лишь безусловные лидеры азиатского волейбола — команды Японии и Южной Кореи.
В 1974 году индонезийские волейболистки впервые пытались пробиться на чемпионат мира, но неудачно. В 1979 они дебютировали на чемпионате Азии, где заняли 5-е место, получив тем самым путёвку на мировое первенство. На самом же чемпионате мира, прошедшем в 1982 году в Перу, сборная Индонезии выступила без успеха. В двух групповых раундах индонезийки выиграли лишь однажды (у Нигерии 3:0) и потерпели 6 «сухих» поражений, но в матче за 21-е место сумели переиграть сборную Чили 3:2 и занять 3-е место с конца. В последующем сборная Индонезии лишь дважды участвовала в отборочных турнирах чемпионатов мира (в 1997 и 2013), но выбывала из борьбы уже на первой стадии квалификации.
На континентальных первенствах национальная команда Индонезии выступала 10 раз (из 19 турниров) и лучшим результатом сборной до сих пор так и остаётся 5-е место, занятое в 1979 на дебютном для себя чемпионате Азии. Кроме этого, индонезийские волейболистки регулярно (кроме периода с 1995 по 2005) участвуют в Играх Юго-Восточной Азии и постоянно входят в число призёров, став в 1983 году единственный раз победителями турнира. На подряд пяти Играх, проведённых в период с 2007 по 2015 годы сборная Индонезии неизменно выигрывала бронзовые награды, уступая две верхние строки пьедестала почёта лишь Таиланду и Вьетнаму, а на Играх-2017 смогла стать серебряным призёром, проиграв в финале Таиланду.

## Результаты выступлений и составы

### Олимпийские игры
- 2020 — не квалифицировалась

### Чемпионаты мира
- 1974 — не квалифицировалась
- 1982 — 21-е место
- 1998 — не квалифицировалась
- 2014 — не квалифицировалась
- 2018 — не участвовала
- 2022 — не квалифицировалась
- 2025 — не квалифицировалась

### Чемпионат Азии
| - 1975 — не участвовала - 1979 — 5-е место - 1983 — 6-е место - 1987 — 6-е место - 1989 — 9-е место - 1991 — 9-е место - 1993 — 8-е место - 1995 — не участвовала - 1997 — не участвовала - 1999 — не участвовала - 2001 — не участвовала | - 2003 — не участвовала - 2005 — не участвовала - 2007 — 9-е место - 2009 — 13-е место - 2011 — 13-е место - 2013 — 10-е место - 2015 — не участвовала - 2017 — не участвовала - 2019 — 8-е место - 2023 — отказ от участия |

- 2013: Юлис Индахьяни, Зара Алфа Лаутания, Новриали Ями, Коман Буми Ректа, Асих Тити Панестури, Майя Курния Индри Сари Майя, Амалия Фаджрина Набила, Тиара Путри Анградни, Нандита Аю Сансабила, Деви Вуландари, Вильда Сити Суганди, Йолла Юлиана. Тренер — Мухаммад Ансори.
- 2019: Юлис Индахьяни, Ратри Вуландари, Мегавати Хангестри Пертиви, Эрис Септия Вуландари, Винтанг Дья Кумала Сари, Амалия Фаджрина Набила, Тисья Амалья Путри, Агустин Вуландари, Шелла Бернадета Оннан, Арселла Нуари Пурнама, Три Ретно Мутиара Лутфи, Хани Будиарти, Вильда Сити Нурфадхила уганди, Новия Адриянти. Тренер — Октавиан.

### Азиатские игры
Сборная Индонезии участвовала в четырёх Азиатских играх.
- 1962 —  3-е место
- 1970 — 7-е место
- 1986 — 5-е место
- 2018 — 7-е место

### Азиатский Кубок вызова
- 2023 —  2-е место
- 2024 — 4-е место

### Игры Юго-Восточной Азии
- 1-е место — 1983.
- 2-е место — 1977, 1979, 1981, 1987, 1989, 1991, 2017.
- 3-е место — 1985, 1993, 2007, 2009, 2011, 2013, 2015, 2019, 2022, 2023.
- 4-е место — 1995, 1997, 2001, 2003, 2005.

- 2015: Нандита Аю Сансабила, Три Ретно Мутиара Лутфи, Новриали Ями, Амалия Фаджрина Набила, Коман Буми Ректа, Априлия Сантини Мангананг, Вильда Сити Нурфадхила Суганди, Асих Тити Панестути, Йолла Юлиана, Деви Вуландари, Майя Курния Индри Сари, Новия Адриянти. Тренер — Мухаммад Ансори.
- 2017: Три Ретно Мутиара Лутфи, Путри Андья Агустина, Берлиан Маршелла, Йолана Бета Пангестика, Нандита Аю Сансабила, Мегавати Хангестри Пертиви, Априлия Сантини Мангананг, Хани Будиарти, Асих Тити Панестути, Йолла Юлиана, Вильда Сити Нурфадхила Суганди, Новия Адриянти. Тренер — Риско Херламбанг Матулесси.
- 2019: Юлис Индахьяни, Ратри Вуландари, Мегавати Хангестри Пертиви, Винтанг Дья Кумала Сари, Амалия Фаджрина Набила, Тисья Амалья Путри, Агустин Вуландари, Шелла Бернадета Оннан, Арселла Нуари Пурнама, Три Ретно Мутиара Лутфи, Хани Будиарти, Дита Атиза, Вильда Сити Нурфадхила уганди, Новия Адриянти. Тренер — Октавиан.

### Лига Юго-Восточной Азии
- 2019 —  2-е место
- 2022 —  3-е место
- 2023 —  3-е место
- 2024 — 4-е место

## Состав
Сборная Индонезии в соревнованиях 2024 года (Азиатский Кубок вызова, Лига Юго-Восточной Азии)
| №     | Имя, фамилия                     | Год рождения | Рост | Амплуа      | Клуб                            |
| ----- | -------------------------------- | ------------ | ---- | ----------- | ------------------------------- |
| 1     | Юлис Индахьяни                   | 1990         | 167  | либеро      | «Сурабая Банк Джатим»           |
| 2     | Магаданти Намира Тегариана       | 2006         | 179  | центральная | «Юсо Джокья» Джокьякарта        |
| 4     | Бела Сабрина                     | 2000         | 175  | нападающая  | «Гресик Петрокимия»             |
| 5,4   | Челса Берлиана                   | 2007         | 187  | центральная | «Джакарта Пертамина»            |
| 6     | Гофанни Эка Кахьянингтиас        | 2005         | 175  | центральная | «Гресик Петрокимия»             |
| 7     | Ратри Вуландари                  | 2002         | 177  | нападающая  | «Джабар» Бандунг                |
| 8     | Мегавати Хангестри Пертиви       | 1999         | 185  | нападающая  | «Тэджон Ред Спаркс»             |
| 9     | Аззахра Дви Фебьяне              | 2007         | 177  | нападающая  | «Бхарата Муда» Джакарта         |
| 9     | Арсела Нуари Пурнама             | 1997         | 178  | нападающая  | «Джакарта Попсиво Полван»       |
| 10    | Латифа Ниса аз-Захра             | 2004         | 175  | связующая   | «Джакарта Пертамина»            |
| 10    | Инда Гуретно                     | 2005         | 168  | либеро      | «Сурабая Банк Джатим»           |
| 11    | Мурасучи Индриани                | 2003         | 179  | центральная | «Джакарта БИН»                  |
| 15    | Тисья Амалья Путри               | 2000         | 167  | связующая   | «Джакарта ТНИ»                  |
| 16    | Нита Сесанти                     | 2005         | 173  | нападающая  | «Джакарта Ливин Мандири»        |
| 16    | Тиара Ариана Ратна Сангер        | 2000         | 168  | связующая   | «Бандунг Тандамата»             |
| 17    | Вильда Сити Нур Фадхилла Суганди | 1995         | 178  | центральная | «Калбар» Понтианак              |
| 18    | Путри Нур Хидаянти Агустин       | 2004         | 178  | нападающая  | «Гресик Петрокимия»             |
| 20,12 | Джунайда Санти                   | 2007         | 177  | нападающая  | «Джакарта Пертамина»            |
| 20    | Адженг Виона Адели               | 2002         | 176  | нападающая  | «Сурабая Банк Джатим»           |
| 21    | Аулия Сучи Нур Фадхилла          | 2004         | 173  | нападающая  | «Вахана Экспресс Групп» Бандунг |
| 22    | Аридхания Рискамара              | 2003         | 175  | связующая   | «Джакарта Попсиво Полван»       |
| 24    | Дья Хава Нур Фитрия              | 2003         | 160  | либеро      | «Бандунг Тандамата»             |
| 24    | Амета Путри Амелиан              | 2002         | 173  | связующая   | «Сурабая Банк Джатим»           |

- Главный тренер —  Чамнан Докмай.
- Тренеры — Идра Вахьюди Харахап, Педро Бартоломеус Лилипали, Октавиан, Растони.